# Michel Odent
Michel Odent (7. srpnja 1930.) francuski je liječnik, specijalist kirurgije i opstetricije te svjetski poznati stručnjak za porode. Časopis Lancet opisuje ga kao "jednog od posljednjih pravih općih kirurga".

## Obrazovanje i profesionalna karijera
Rođen je 1930. u malom mjestu u francuskom departmanu Oise, Studirao je medicinu u Parizu, a 50-ih je godina specijalizirao kirurgiju. Od 1962. do 1985. Odent vodi odjele kirurgije i rodilište bolnice Pithiviers (Francuska) te u to vrijeme razvija poseban interes za čimbenike okoliša koji utječu na porod. U rodilište u bolnici Pithiviers uveo je mogućnost poroda u tzv. sobama za porode u kojima se rodiljama pokušavaju ponudi uvjeti slični kućnima (ali uz stručni nadzor), te bazene za porode i satove pjevanja za trudnice. Nakon bolničke karijere bavio se asistiranim porođajima kod kuće. Godine 1987. u Londonu je osnovao "Primal Health Research Center" i osmislio besplatno i svima dostupnu bazu podataka u kojoj se prikupljaju znanstvene studije koje istražuju korelacije između onoga što se događa u "prvobitnom razdoblju" (obuhvaća fetalni život, perinatalno razdoblje tj. porod i prvu godinu života) i zdravlja kasnije u životu. Michel Odent gostujući je profesor na Nacionalnom medicinskom sveučilištu Odessa i doktor Honoris Causa Sveučilišta u Brasiliji.

## Publikacije
Odent je autor prvog članka o prednostima početka dojenja unutar sat vremena nakon poroda, prvog članka o dobrobitima korištenja bazena za porod i prvog članka koji uvodi koncept Gate teorije kontrole boli u porodničarstvu.
U knjizi objavljenoj 1986. (“Primal Health”) dokazao je da se homeostaza uspostavlja tijekom “prvobitnog razdoblja” (fetalni život, rođenje i prva godina života djeteta): ovo je faza života kada osnovni adaptivni sustavi čovjeka prilagođavaju svoje "razine zadanih vrijednosti". Odent se trenutno bavi proučavanjem utjecaja evolucije Homo sapiensa na suvremene porodničarske prakse.
Odent je autor petnaestakak knjiga koje su prevedene na 22 jezika. U svojim knjigama istražuje pojam smanjene aktivnosti Neokorteksa koju smatra ključnom za ponovno otkrivanje osnovnih potreba trudnica i omogućavanje učinkovitijeg „refleksa izbacivanja fetusa“ kao važnog čimbenika olakšavanja dovršetka poroda.

### Najznačajnije knjige:
- Birth Reborn (1984., Pantheon, NY)
- Primal Health (1986. Century Hutchinson, London)
- The Farmer and the Obstetrician (Free Association Books)
- The Caesarean (Free Association Books)
- The Scientification of Love (Free Association Books)
- The Functions of the Orgasms: The Highways to Transcendence (2009., Pinter & Martin Ltd.)
- Childbirth in the Age of Plastics (2011., Pinter & Martin Ltd.)
- Childbirth and the Future of Homo sapiens (2013., Pinter & Martin Ltd.), ponovo izdan kao Childbirth and the Evolution of Homo sapiens  2014.
- Do we need Midwives? (2015., Pinter & Martin Ltd.)
- The Birth of Homo, the Marine Chimpanzee (2017., Pinter & Martin Ltd.)
- The Future of Homo (2019., World Scientific Publishing Co. Ltd.)

### Knjige prevedene na hrvatski jezik
- Preporod rađanja (2000., Ostvarenje d.o.o., Zagreb)
- Ljubav očima znanosti (2000., Ostvarenje d.o.o., Zagreb)

## Gostovanje u Hrvatskoj
Michel Odent gostovao je u Zagrebu 22. do 24. siječnja 2010. gdje je, u suradnji s Lillianom Lammers, poznatom doulom, održao Paramanadoula seminar. Cilj trodnevnog seminara bila je edukacija žena za ulogu doule, kroz predavanja i primjere iz prakse. Seminar je obuhvaćao teme o dojenju, fiziologiji poroda, trudnoći i načinima pružanja podrške ženama da što lakše prebrode razdoblje trudnoće, poroda i babinja. Polaznice seminara stekle su službene kvalifikacije i time postale prve kvalificirane doule u Hrvatskoj.